# کشتن گوزن

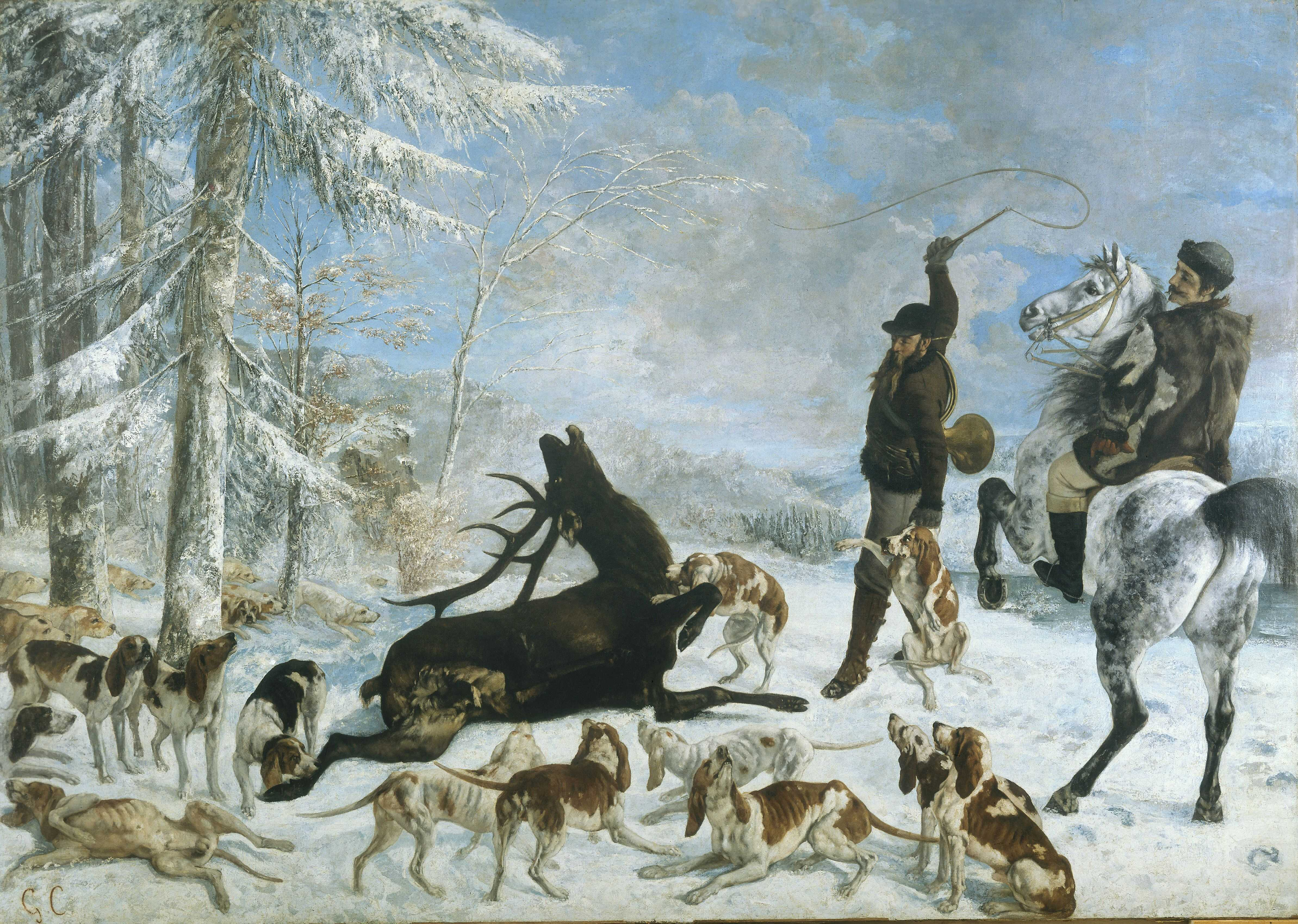
کشتن گوزن

کشتن گوزن (فرانسوی: L'Hallali au cerf‎) یک تصویر و نقاشی بسیار بزرگ با ابعاد (۳۵۵×۵۰۵) از گوستاو کوربه نقاش شهیر فرانسوی است که نمایان‌گر بخشی از یک شکار است، این اثر در سال ۱۸۶۷ طراحی شد که امروزه در موزه هنرهای زیبای بزانسون پاریس فرانسه پذیرای مشتاقان هنر است.

## تاریخچه
کار طراحی این اثر هنری در طول زمستان ۱۸۶۶ تا ۱۸۶۷ به انجام رسید، این اثر، یک کار بزرگ جدید از کوربه همانند آثار دیگر هنرمند با نام‌های تدفین در اورنان و هنرکده نقاشان می‌باشد که پس از تکمیل شدن در سال ۱۸۶۹ در سالن‌های هنر و آکادمی فرانسه به نمایش گذاشته شد، این اثر هنرمند به خاطر ابعاد بزرگش که پیش‌تر، تنها در مورد آثار قابل احترام نقاشی تاریخی به کار گرفته می‌شد اکنون و به واسطهٔ به تصویر کشیدن صحنه‌های شکار رسوایی‌ها و نکوهش‌هایی را هم به دنبال داشت